# Megan Henning
Megan Henning (Baltimore (Maryland), 13 september 1978) is een Amerikaanse actrice.
Henning begon in 2000 met acteren in de televisieserie Judging Amy, waarna zij nog meerdere rollen speelde in televisieseries en films.

## Filmografie

### Films
- 2011 Brawler – als Chloe
- 2010 Jelly – als receptioniste
- 2009 Flower Girl – als bruid
- 2008 Yesterday Was a Lie – als studente
- 2007 I Know Who Killed Me – als Anya
- 2006 The Lost – als Sally Richmond
- 2004 Wilderness Survival for Girls – als Deborah

### Televisieseries
Uitgezonderd eenmalige gastrollen.
- 2008-2009 Mad Men – als Judy Hofstadt – 3 afl.
- 2004-2005 7th Heaven – als Meredith Davies – 11 afl.
- 2003 The Brotherhood of Poland, New Hampshire – als Monica Shaw – 7 afl.